# Dajr an-Nachchas
Dajr an-Nachchas (arab. دير النخّاس) – nieistniejąca już arabska wieś, która była położona w Dystrykcie Hebronu w Mandacie Palestyny. Wieś została wyludniona i zniszczona podczas I wojny izraelsko arabskiej (al-Nakba), po ataku Sił Obronnych Izraela w dniu 29 października 1948.

## Położenie
Dajr an-Nachchas leżała wśród wzgórz Judei, na zachód od miasta Hebron. Według danych z 1945 do wsi należały ziemie o powierzchni 1447,6 ha. We wsi mieszkało wówczas 600 osób.
| własność gruntów | powierzchnia gruntów (hektary) |
| ---------------- | ------------------------------ |
| Arabowie         | 892,3                          |
| Żydzi            | 0                              |
| publiczne        | 555,3                          |
| Razem            | 1447,6                         |

| Rodzaj użytkowanych gruntów | hektary |
| --------------------------- | ------- |
| uprawy nawadniane           | 36,2    |
| uprawy oliwek               | 42,4    |
| uprawy zbóż                 | 488,7   |
| nieużytki                   | 920,5   |
| zabudowane                  | 2,2     |

## Historia
W 1596 Dajr an-Nachchas była małą wsią o populacji liczącej 72 osoby. Mieszkańcy utrzymywali się z upraw pszenicy, jęczmienia, oliwek i owoców, oraz hodowli kóz i produkcji miodu.
W okresie panowania Brytyjczyków Dajr an-Nachchas była dużą wsią.

Podczas I wojny izraelsko-arabskiej w drugiej połowie maja 1948 wieś zajęły egipskie oddziały. W końcowym etapie operacji Jo’aw (15-22 października 1948) Dajr an-Nachchas stała się celem izraelskiej ofensywy. W dniu 29 października do wsi wkroczył bez walki oddział z 8 Brygady Pancernej. Mieszkańcy zostali wysiedleni, a domy wyburzono.

## Miejsce obecnie
Na gruntach należących do Dajr an-Nachchas powstała w 1993 wieś komunalna Kefar Zoharim.
Palestyński historyk Walid Chalidi, tak opisał pozostałości wioski Dajr an-Nachchas: „Ze wsi nie pozostało nic, z wyjątkiem kilku opuszczonych domów i gruzów po innych. Jeden opuszczony dom jest wykonany z betonu, z prostokątnymi oknami i płaskim dachem”.